# Johann Adam Bergk
Johann Adam Bergk (Hainichen bei Zeitz, 1769 – Lipsia, 27 ottobre 1834) è stato un filosofo tedesco, scrisse di filosofia popolare, religione, psicologia, filosofia del diritto: molto importanti i suoi trattati giusnaturalistici e di teoria della legislazione.

## Opere
- Untersuchungen aus dem Natur-, Staats- und Völkerrechte, mit einer Kritik der neuesten Konstitution der französischen Republik, 1796
- Briefe über Immanuel Kant's Metaphysische Anfangsgründe der Rechtslehre, enthaltend Erläuterungen, Prüfung und Einwürfe, 1797
- Reflexionen über I. Kant's metaphysische anfangsgrüde der Tugendlehre, 1798
- (tr.) Cesare Beccaria, Enthaltend: die Abhandlungen des Uebersetzers, die Meinungen der berühmtesten Schriftsteller über die Todesstrafe nebst einer Kritik derselben und einem Anhang von der Nothwendigkeit des Geschwornengerichts und von der Beschaffenheit und den Vortheilen desselben in England, Nordamerika und Frankreich, 1798
- Die Kunst, Bücher zu lesen. Nebst Bemerkungen über Schriften und Schriftsteller, 1799
- Die philosophie des peinlichen Rechtes, 1802